# Saldón
Saldón ist ein Ort und eine Gemeinde (municipio) mit 26 Einwohnern (Stand: 2024) im Südwesten der Provinz Teruel in der Autonomen Region Aragonien im östlichen Zentralspanien. 

## Lage und Klima
Saldón liegt im Süden des Iberischen Gebirges etwa 34 km (Fahrtstrecke) westlich der Stadt Teruel in einer Höhe von ca. 1395 m. Das Klima ist gemäßigt bis warm; Regen (ca. 563 mm/Jahr) fällt übers Jahr verteilt.

## Bevölkerungsentwicklung
| Jahr      | 1970 | 1981 | 1991 | 2001 | 2011 | 2021 |
| Einwohner | 193  | 59   | 53   | 32   | 27   | 25   |

Die Mechanisierung der Landwirtschaft sowie die Aufgabe bäuerlicher Kleinbetriebe und der daraus resultierende Verlust an Arbeitsplätzen führten in der zweiten Hälfte des 20. Jahrhunderts zu einem deutlichen Bevölkerungsrückgang (Landflucht).

## Sehenswürdigkeiten

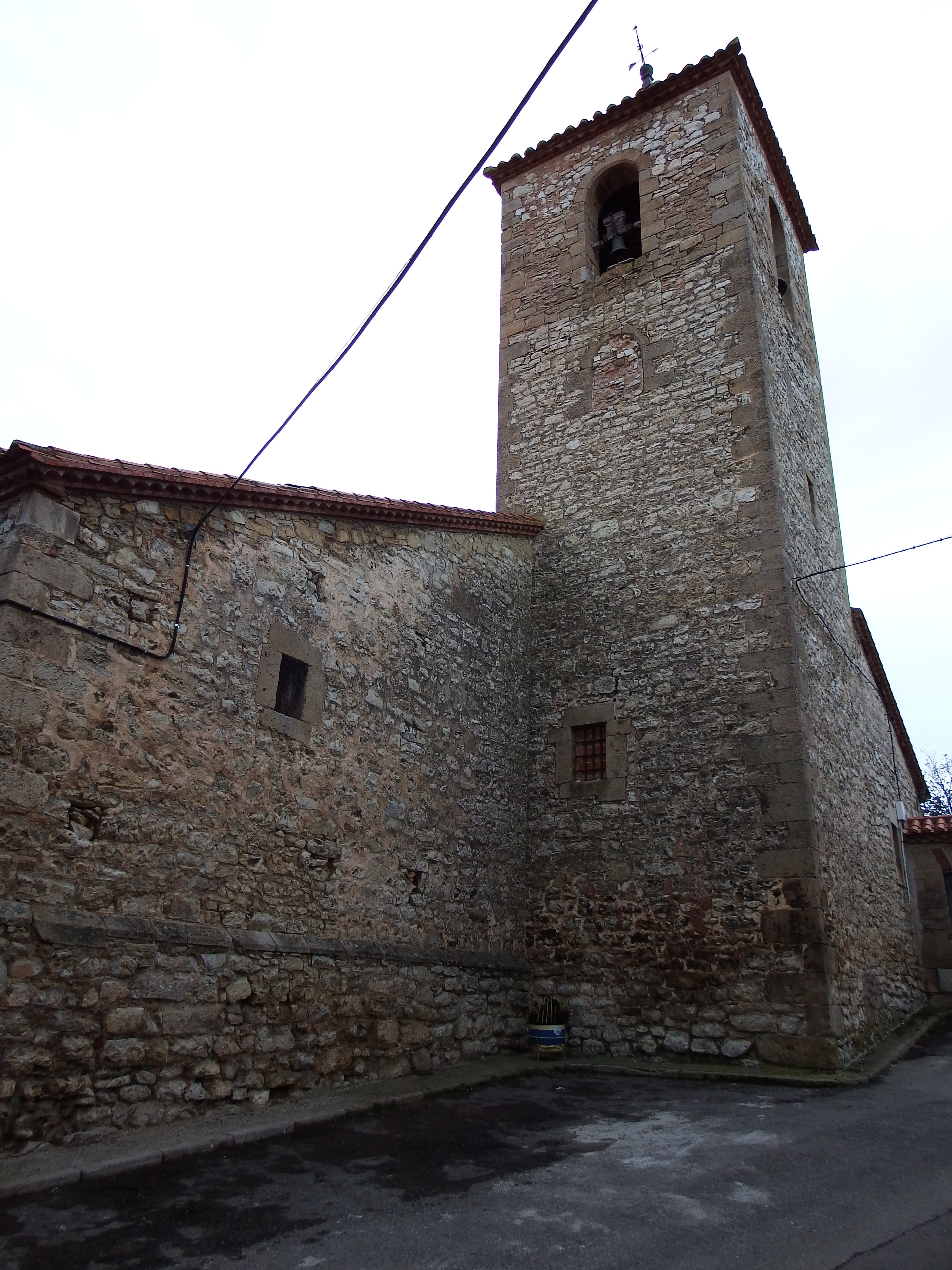
Kirche Mariä Himmelfahrt
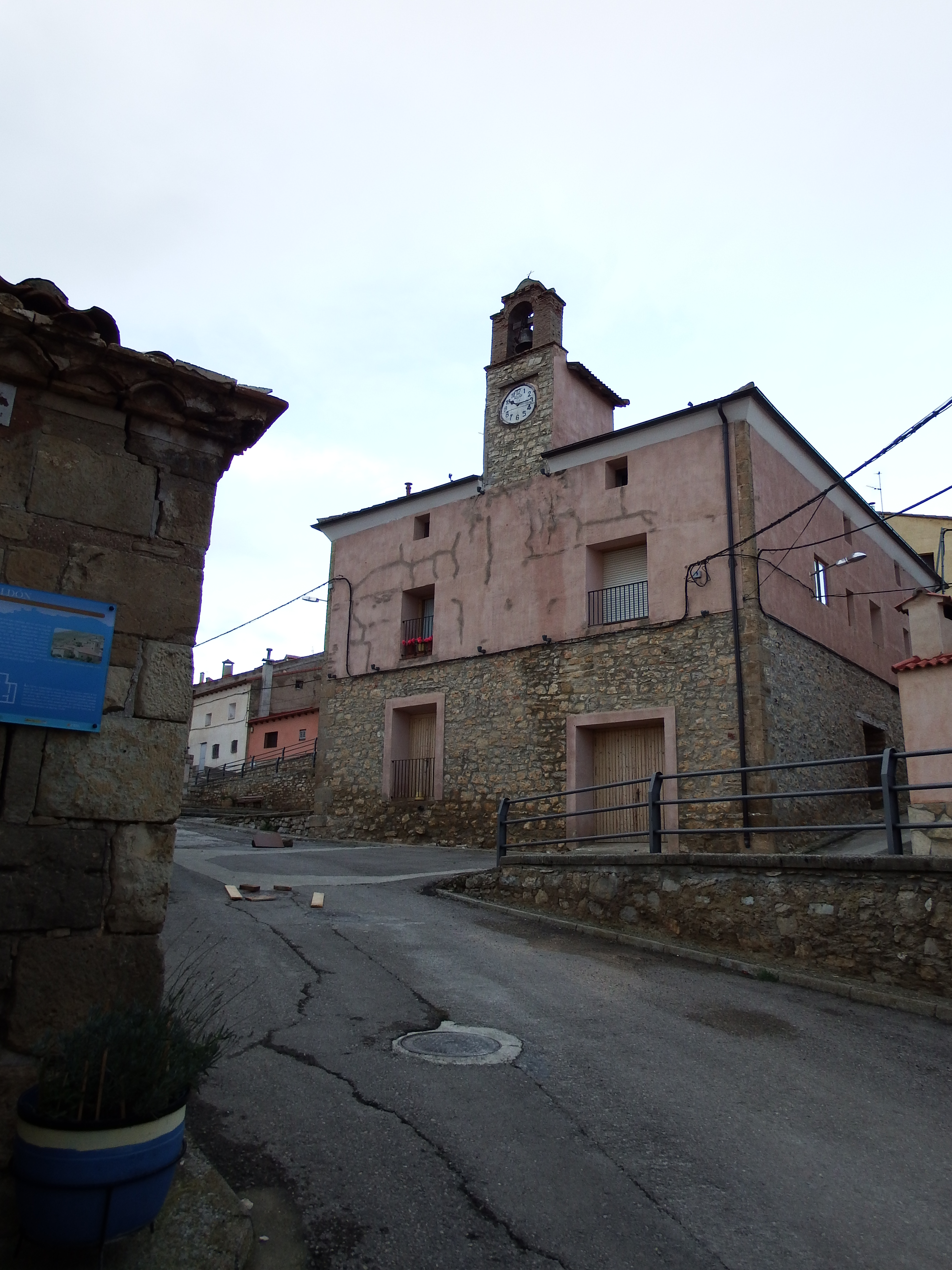
Rathaus

- Kirche Mariä Himmelfahrt
- Rathaus